# 六郷政勝
六郷 政勝（ろくごう まさかつ）は、江戸時代前期の大名。出羽国本荘藩の第2代藩主。官位は従五位下・伊賀守。

## 略歴
慶長14年（1609年）、初代藩主・六郷政乗の長男として誕生した。
慶長20年（1615年）4月8日、2代将軍・徳川秀忠に拝謁する。寛永11年（1634年）6月6日、政乗の死去により家督を相続した。同年8月5日、お国入りの許可を得る。寛永17年12月29日（1641年）、従五位下・伊賀守に叙任する。寛永20年（1643年）7月5日、山形城の守備を命じられる。山形藩主・保科正之の会津転封に伴うものであった。
弟の政徳・政直・政秀らと協力して藩政の基礎固めに専念した。しかし、冷害などの天災に悩まされたという。近隣に移封されてきた矢島藩初代藩主・生駒高俊と領地の一部交換を行い、以降名勝「象潟」を領地とする。寛文9年（1669年）12月10日、政秀の子である政慶に400石を分与したため、本荘藩は2万石となった。
延宝4年（1676年）6月晦日、長男の政信に家督を譲って隠居し、延宝5年（1677年）正月12日に死去した。享年69。
三男の政照は300俵を与えられ、旗本に列している。

## 系譜
父母
- 六郷政乗（父）

正室
- 京極高三の養女、京極高知の娘

子女
- 六郷政信（長男） 生母は正室
- 六郷政盛（次男）
- 六郷政照（三男）